# Linum aristidis
Linum aristidis är en linväxtart som beskrevs av Jules Aimé Battandier. Linum aristidis ingår i släktet linsläktet, och familjen linväxter. Inga underarter finns listade i Catalogue of Life.